# Колобаев, Александр Аркадьевич
Александр Аркадьевич Колоба́ев (1901—1980) — советский актёр, Народный артист РСФСР (1957).

## Биография
Александр Колобаев родился 13 (26) марта 1901 года в Козлове (ныне Мичуринск, Тамбовская область). Окончил театральную студию в Астрахани в 1919 году. Свою сценическую деятельность начал в 1920 году на сцене Астраханского театра, работал там до 1930 года. Затем играл в театрах Калуги, Курска, Уфы, Томска и других городах. В 1936—1941 годах Колобаев играет на сцене Кировского театра, в 1941—1945 на сцене Молотовского ДТ. С 1945 года Колобаев служил в Саратовском АДТ имени К. Маркса.

## Роли в театре
- «Человек с ружьём» Н. Ф. Погодина — В. И. Ленин
- «Кремлёвские куранты» Н. Ф. Погодина — В. И. Ленин
- «Власть тьмы» Л. Н. Толстого — Никита
- «Идиот» по Ф. М. Достоевскому — Парфён Семёнович Рогожин
- «Царь Фёдор Иоаннович» А. К. Толстого — Фёдор Иоаннович
- «Нашествие» Л. М. Леонова — Фёдор Иванович Таланов
- 1958 — «Живой труп» Л. Н. Толстого. Режиссёр: М. М. Ляшенко — Фёдор Васильевич Протасов
- 1959 — «Антоний и Клеопатра» Шекспира. Режиссёры: Н. А. Бондарев и Д. А. Лядов — Энобарб[2]
- 1962 — «Украденное счастье» И. Я. Франко. Режиссёр: Д. А. Лядов — Микола Задорожный